# ایتالیا در المپیک تابستانی ۲۰۰۴
ایتالیا در بازی‌های المپیک تابستانی ۲۰۰۴ که در شهر آتن یونان برگزار شد، کاروان ایتالیا با ۳۶۴ ورزشکار در این رقابت‌ها شرکت کرد و موفق به کسب ۳۲ مدال (۱۰ طلا، ۱۱ نقره، ۱۱ برنز) شد. در جدول رتبه‌بندی توزیع مدال‌ها، ایتالیا در ردهٔ ۸ مسابقات قرار گرفت.